# Nolckenia
Nolckenia is een geslacht van vlinders van de familie van de grasmotten (Crambidae), uit de onderfamilie van de Spilomelinae. De wetenschappelijke naam van dit geslacht is voor het eerst voorgesteld door Pieter Snellen in een publicatie uit 1875. Snellen vernoemde dit geslacht naar de vlinderkenner Baron Wilhelm von Nolcken (1813–1898).
Dit geslacht is monotypisch, dat wil zeggen dat het maar één soort heeft namelijk Nolckenia margaritalis Snellen, 1875 uit Colombia.